# Gardner (Illinois)
Gardner es una villa ubicada en el condado de Grundy en el estado estadounidense de Illinois. En el Censo de 2010 tenía una población de 1463 habitantes y una densidad poblacional de 191,87 personas por km².

## Geografía
Gardner se encuentra ubicada en las coordenadas 41°11′42″N 88°18′50″O / 41.19500, -88.31389. Según la Oficina del Censo de los Estados Unidos, Gardner tiene una superficie total de 7.62 km², de la cual 7.55 km² corresponden a tierra firme y (0.95%) 0.07 km² es agua.

## Demografía
Según el censo de 2010, había 1463 personas residiendo en Gardner. La densidad de población era de 191,87 hab./km². De los 1463 habitantes, Gardner estaba compuesto por el 94.87% blancos, el 0.55% eran afroamericanos, el 0.21% eran amerindios, el 0.14% eran asiáticos, el 0% eran isleños del Pacífico, el 2.05% eran de otras razas y el 2.19% pertenecían a dos o más razas. Del total de la población el 6.15% eran hispanos o latinos de cualquier raza.